# Cytisophyllum
Cytisophyllum é um género botânico pertencente à família Fabaceae.

## Espécies
- Cytisophyllum sessilifolium

1. ↑  «Cytisophyllum — World Flora Online». www.worldfloraonline.org. Consultado em 19 de agosto de 2020